# Wilhelm Backhaus
Wilhelm Backhaus (Leipzig, 26 de marzo de 1884-Villach, 5 de julio de 1969) fue un pianista alemán. 

## Biografía

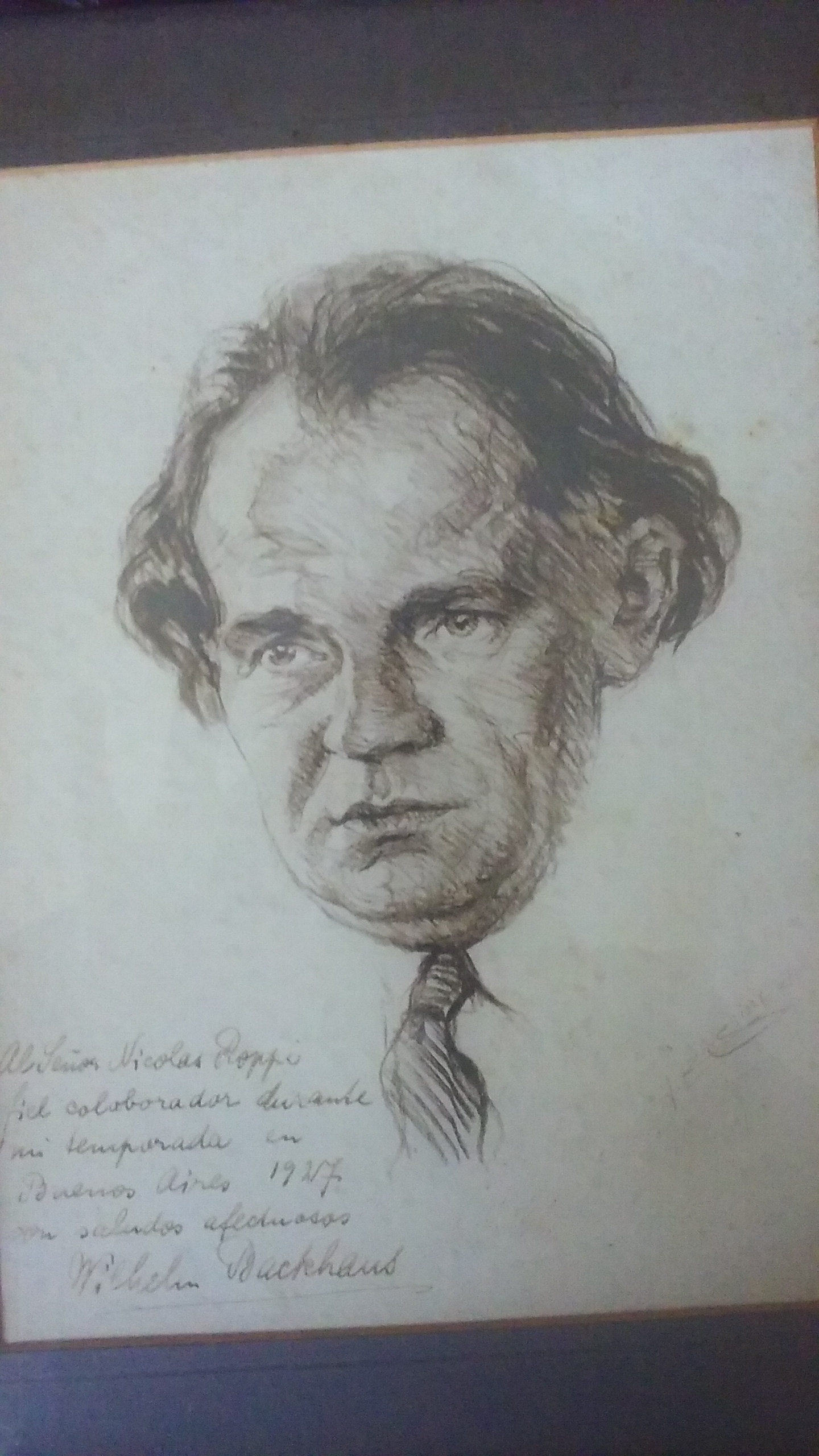
foto del retrato original de W.Backhaus

Primero estudió en Leipzig y en 1899 fue discípulo en Fráncfort del Meno de Eugene d'Albert. En 1900, a los dieciséis años de edad, debutó en Londres como pianista. En 1905, ganó el Premio Rubinstein de piano y fue nombrado profesor del Royal College of Manchester: a partir de 1908, se dedicó a una fructífera carrera de pianista profesional. Fue uno de los primeros pianistas que grabó discos, ya que se inició en este terreno en 1909.
A pesar de que intentó establecerse en los Estados Unidos, cambió de pensamiento y actuó en la mayoría de las ciudades europeas, dando recitales y tocando con prestigiosas orquestas. Se distinguió sobre todo en sus interpretaciones de Beethoven y Brahms, y fue el primer pianista que defendió la valía de los dos conciertos de piano de Brahms, en lugar de ceñirse a uno solo, como se estilaba entonces.
También fue el primero que grabó la integral de los 24 estudios de Chopin, registro realizado en 1928 y que durante muchos años fue considerado de referencia.
Después de encontrar refugio en Suiza durante la Segunda Guerra Mundial, retomó su carrera. En 1954, volvió por primera vez en treinta años a los Estados Unidos y actuó en un programa Beethoven en el Carnegie Hall de Nueva York, del que se hizo una grabación. A pesar de su longevidad, murió cuando aún estaba en activo.
En su faceta de músico de cámara destacan sus interpretaciones a dúo con el violonchelista Pierre Fournier.

## Discografía seleccionada
- Beethoven, Conc. p. n. 1-5/Var. Diabelli/Son. p. n. 8, 14, 21 y 23 - Backhaus/Schmidt-Isserstedt/WP, 1954/1959 Decca
- Beethoven, Son. p. n. 1-32 - Backhaus, Decca
- Beethoven, Son. p. n. 8, 14, 15, 17, 21, 23 y 26 - Backhaus, Decca
- Backhaus, The concerto recordings - Krauss/Böhm/Schmidt-I./Wand, 1950/1967 Decca
- Grandes Pianistas del Siglo XX. Vol. 8. Philips

## Conciertos en Argentina
- En el año 1927 fue en el Teatro Colón de Buenos Aires, su afinador de piano fue el Maestro Nicolás Roppi, quien colaboró en el concierto con el Maestro, y veinte años después, en 1947 en el mismo ámbito con gran éxito.

Se adjunta un único retrato a mano alzada del Maestro Backhaus en su primer concierto en 1927 en Argentina. 